# Bezděkov (Trutnov)
Bezděkov, auch Bezděkov u Trutnova (deutsch Bösig) ist ein Grundsiedlungseinheit von Trutnov in der tschechischen Region Královéhradecký kraj. Sie liegt sieben Kilometer nordöstlich des Stadtzentrums von Trutnov und ist über die Landstraße 3016 zu erreichen.

## Geographie
Bezděkov erstreckt sich im Habichtsgebirge (Jestřebí hory) im Tal des Baches Bezděkovský potok. Nördlich des Dorfes verläuft die Bahnstrecke Trutnov střed–Teplice nad Metují durch das Tal des Petříkovický potok (Petersdorfer Bach), der Haltepunkt Lhota u Trutnova befindet sich in Peklo.  Südöstlich erhebt sich der Markoušovický hřeben (708 m n.m.), südlich die Hůra (Bergkoppe, 622 m n.m.), im Südwesten die Čížkovy kameny (Ziegenrücken, 632 m n.m.) sowie westlich der Na Sádkách (544 m n.m.).
Nachbarorte sind Peklo, Petříkovice und Okrzeszyn im Norden, Chvaleč im Nordosten, Grünwald, Celestýn und Důl Kateřina im Osten, Slavětín im Südosten, Markoušovice, Sedmidomí und Bohuslavice im Süden, Kouty und Lhota im Südwesten, Zákoutí und Voletiny im Westen sowie Nové Voletiny und Libeč im Nordwesten.

## Geschichte
Bezděkov wurde wahrscheinlich, wie das talabwärts gelegene Lhota, zu Beginn des 16. Jahrhunderts angelegt. Während Lhota als Exklave zur Burg Katzenstein gehörte, war Bezděkov dem Gut Petersdorf untertänig und wurde nach der Schlacht am Weißen Berg Teil der Herrschaft Adersbach.
Im Jahre 1833 bestand das im Königgrätzer Kreis gelegene Dorf Pößig, auch Bösig bzw. Bezděkow genannt, aus 27 Häusern, in denen 179 Personen lebten. Im Ort gab es eine Kapelle. Zum Dorf gehörte im Habichtsgebirge ein Gemeindewald von 11 Joch 1233 Quadratklafter. Gepfarrt war das Dorf nach Qualisch, Schulort war Welhotta. Bis zur Mitte des 19. Jahrhunderts blieb das Dorf der Allodialherrschaft Adersbach untertänig.
Nach der Aufhebung der Patrimonialherrschaften bildete Bösig/Bezděkov ab 1849 einen Ortsteil der Gemeinde Welhotta im Gerichtsbezirk Trautenau. 1868 wurde das Dorf dem Bezirk Trautenau zugeordnet. Bösig löste sich in den 1880er Jahren von Welhotta los und bildete eine eigene Gemeinde. Im Jahre 1930 lebten in Bösig 119 Personen. Nach dem Münchner Abkommen wurde das deutschsprachige Dorf im Herbst 1938 dem Deutschen Reich zugeschlagen und gehörte bis 1945 zum Landkreis Trautenau. 1939 hatte die Gemeinde 104 Einwohner. Nach dem Ende des Zweiten Weltkrieges kam Bezděkov zur Tschechoslowakei zurück und die deutsche Bevölkerung wurde vertrieben. 1950 wurden Bezděkov und Lhota zu einer Gemeinde Lhota u Trutnova zusammengeschlossen. Einschneidende Auswirkungen auf die Lebensqualität in Bezděkov und Lhota hatte die Errichtung des Wärmekraftwerkes Poříčí im Jahre 1957. Durch die vorherrschenden Westwinde stauten sich die Abgase des hinter dem Schloßberg im Aupatal gelegenen Kraftwerkes am Habichtsgebirge und die Ascheemissionen gingen im Tal des Lhotecký potok und seines Zuflusses Bezděkovský potok nieder. Am 1. Januar 1981 erfolgte die Eingemeindung nach Trutnov; einen Status als Ortsteil erhielt Bezděkov jedoch nicht. Seit den 1990er Jahren verbesserte sich die Luftqualität in Lhota durch den Einbau moderner Abgasfilter im Kraftwerk Poříčí.

## Ortsgliederung
Bezděkov gehört zum Ortsteil Lhota.
Die Grundsiedlungseinheit bildet den Katastralbezirk Bezděkov u Trutnova.

## Sehenswürdigkeiten
- Kapelle Herz Mariä
- Gezimmerte Häuser
- Bunkerlinien des Tschechoslowakischen Walls
- Aussichtsturm auf dem Markoušovický hřeben